# Tysjöarna, Jämtland
Tysjöarna ligger i Krokoms kommun i Jämtland och ingår i Indalsälvens huvudavrinningsområde. Sjöarna har en area på 0,074 kvadratkilometer och ligger 320,2 meter över havet. Sjöarna ingår i Tysjöarnas naturreservat och Tysjöarna Natura 2000-område. Sjön avvattnas av vattendraget Semsån.

## Delavrinningsområde
Tysjöarna ingår i det delavrinningsområde (701608-144048) som SMHI kallar för Utloppet av Tysjöarna. Medelhöjden är 360 meter över havet och ytan är 19,5 kvadratkilometer. Det finns inga avrinningsområden uppströms utan avrinningsområdet är högsta punkten. Semsån som avvattnar avrinningsområdet har biflödesordning 2, vilket innebär att vattnet flödar genom totalt 2 vattendrag innan det når havet efter 239 kilometer. Avrinningsområdet består mestadels av skog (46 procent), öppen mark (18 procent) och jordbruk (24 procent). Avrinningsområdet har 0,07 kvadratkilometer vattenytor vilket ger det en sjöprocent på 0,4 procent. Bebyggelsen i området täcker en yta av 0,21 kvadratkilometer eller 1 procent av avrinningsområdet.